# 井奥洪二
井奥 洪二（いおく こうじ）は、日本の大学教授、研究者。慶應義塾大学経済学部教授。元東北大学大学院環境科学研究科教授。専門は科学技術社会論、材料科学、化学。

## 人物・経歴
1984年、上智大学理工学部卒業。1986年、上智大学大学院理工学研究科博士前期課程修了。1989年、東京工業大学大学院総合理工学研究科博士後期課程単位取得退学。1989年、高知大学理学部助手。1990年、東京大学医学部在内研究員。1994年、山口大学工学部助教授。2000年、順天堂大学医学部特別研究員。2001年、山口大学大学院医学系研究科助教授。2003年、東北大学大学院環境科学研究科助教授。2006年、東北大学大学院環境科学研究科教授。2012年より慶應義塾大学経済学部教授。
1988年、MRS国際会議若手研究者賞、2000年、無機マテリアル学会永井記念奨励賞、2001年、山口大学教育改善提案表彰（教育アイデア賞）最優秀提案、2003年、第2回キャンパスベンチャーグランプリ 特別賞（日刊工業新聞社賞）、2005年、アジアバイオセラミックス賞、2008年、日本無機リン化学会学術賞、2009年、日本セラミックス協会学術賞等の受賞歴がある。